# NGC 1142
NGC 1142 (ook wel NGC 1144) is een ringvormig sterrenstelsel in het sterrenbeeld Walvis. Het hemelobject werd op 5 oktober 1864 ontdekt door de Duitse astronoom Albert Marth.

## Synoniemen
- NGC 1144
- PGC 11012
- IRAS02526-0023
- UGC 2389
- VV 331
- MCG 0-8-48
- Arp 118
- ZWG 398.46
- KCPG 83B